# Gury Marchuk
Gury Ivanovich Marchuk (em russo:  Гурий Иванович Марчук) (Oblast de Oremburgo, 8 de junho de 1925 – Moscou, 24 de março de 2013) foi um matemático computacional e físico atmosférico russo.
Foi palestrante convidado do Congresso Internacional de Matemáticos em Moscou (1966 - Numerische Methoden in der Übertragungstheorie) e em 1970 palestrante plenário do mesmo congresso em Nice (Methods and problems of computational mathematics).

## Obras
- Science and Sibiria, Moscou, Nowosti Press, 1983
- Editor: Numerical Methods and Applications, CRC Press, Boca Raton 1994
- com Valeri Agoshkov, Victor Shutyaev: Adjoint equations and perturbation algorithms in nonlinear problems, CRC Press 1996
- Adjoint equations and the analysis of complex systems, Kluwer 1995
- Mathematical modelling of immune response in infectious disease, Kluwer 1997
- Mathematical models in environmental problems, Elsevier 1986
- com Vyacheslav Ivanovich Lebedev Numerical methods in the theory of neutron transport, Chur, New York: Harwood, 2ª Edição 1986